# 서울상천초등학교
서울상천초등학교는 대한민국 서울특별시 노원구 상계동에 있는 공립 초등학교이다.

## 학교 연혁
- 1989년 9월 30일 서울상천국민학교 개교
- 1996년 3월 1일 현재 교명으로 개칭
- 2010년 11월 12일 체육관 개관
- 2012년 1월 27일 학생 식당 개관
- 2015년 12월 4일 서울형 혁신학교 지정
- 2017년 8월 30일 행정공간 리모델링
- 2018년 4월 2일 한마음실 리모델링
- 2018년 7월 16일 학부모회의실 설치
- 2018년 8월 17일 교실 바닥 개선 및 중현창, 출입문 교체
- 2018년 9월 24일 가사실, 목공실 설치
- 2019년 2월 15일 제29회 졸업식(53명)
- 2019년 2월 19일 돌봄교실 증설 및 리모델링
- 2019년 3월 1일 18학급 편성
- 2019년 5월 1일 생태놀이학습장 설치
- 2019년 9월 1일 제10대 이준범 교장 부임
- 2020년 1월 23일 Wee클래스 설치
- 2020년 2월 11일 제30회 졸업식(47명)
- 2020년 2월 29일 메이커 스페이스(새활용실) 구축
- 2020년 3월 1일 19학급 편성(특수 1학급)
- 2020년 9월 7일 스마트 체육교실 설치
- 2021년 2월 9일 제31회 졸업식(52명)
- 2021년 3월 1일 20학급 편성(특수 1학급)
- 2021년 8월 23일 운동장 트랙 우레탄 설치
- 2021년 11월 8일 교문교체 및 보행로, 차도 분리 공사
- 2022년 2월 11일 제32회 졸업식(52명)
- 2022년 2월 28일 특수학급 1학급 증설
- 2022년 3월 1일 20학급 편성(특수 2학급)

## 학교 상징
- 우리 학교 꽃 - 개나리 : 개나리처럼 희망을 갖고 고귀한 품성을 지니며 지혜로운 사람으로 자라는 상천어린이를 상징한다.
- 우리 학교 나무 - 느티나무 : 느티나무처럼 강인한 의지를 갖고 여러 사람과 조화를 이루어 살아가는 예의 바른 상천어린이를 상징한다.
- 우리 학교 캐릭터 - 느티와 나리 : 느티는 장대한 기상을 품은 상천 어린이를, 나리는 아름다운 마음을 지닌 상천 어린이를 형상화한 인물이다.

## 참고 자료
- 서울상천초등학교 - 한국교육학술정보원 학교알리미